# Lisa Dahlkvist
Lisa Karolina Viktoria Dahlkvist, nascida em Järfälla, em 6 de fevereiro de 1987, é uma futebolista profissional sueca, que atua como meio-campista e joga pelo clube sueco Eskilstuna United (2018-) e pela Seleção Sueca de Futebol Feminino (2009-). Ela já jogou na Damallsvenskan sueca pelo KIF Örebro, Umeå IK, Göteborgs FC e Tyresö FF, e ainda no clube francês Paris Saint-Germain e no clube norueguês Avaldsnes IL (Campeonato Norueguês de Futebol Feminino - Toppserien.

## Carreira
Dalhkvist fez parte do elenco da Seleção Sueca de Futebol Feminino, nas Olimpíadas de 2012 e 2016. 

## Títulos
- Campeonato Sueco de Futebol Feminino – 2007, 2008, 2011
- Copa da Suécia de Futebol Feminino – 2011
- Jogos Olímpicos de 2016 – Futebol feminino